# Digital Playground

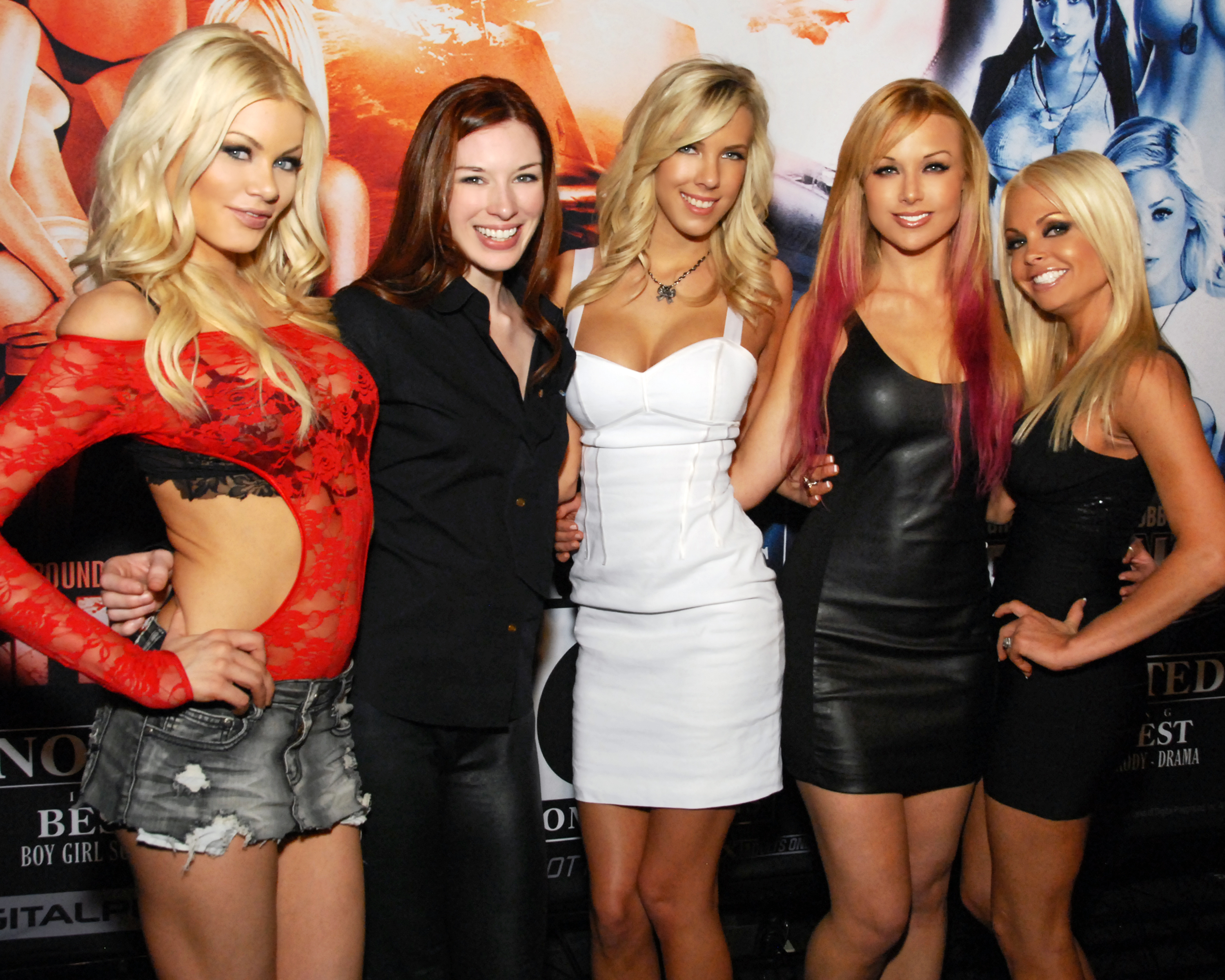
Ragazze della Digital Playground: Riley Steele, Stoya, BiBi Jones, Kayden Kross, e Jesse Jane, all'AVN Expo a Las Vegas, il 18 gennaio 2012

La Digital Playground è una casa di produzione statunitense di film pornografici con sede nella San Fernando Valley in California. È parte del gruppo Mindgeek.

## Storia
Fondata nel 1993 da Joone, Digital Playground ha ottenuto 79 premi per i risultati ottenuti nelle vendite e per gli sforzi volti allo sviluppo di nuove tecnologie interattive; controlla il 40% del mercato americano della pornografia.. La società è presieduta da Samantha Lewis, una delle poche donne che ha raggiunto una posizione dirigenziale in una industria tipicamente maschile.

## Panorama
Joone si occupa della parte relativa alle tecnologie interattive e della regia: ha creato la serie Virtual Sex, che ha rivoluzionato l'industria pornografica ed ha ricevuto il premio AVN Awards per la miglior serie interattiva; Island Fever è stato l'unico film hard ad aver mai vinto il premio Empire Awards per il DVD più venduto, rimanendo per ben due anni in vetta alle classifiche americane, mentre Island Fever 3 è stato il primo film per adulti ad essere completamente filmato e distribuito su HD DVD, vincendo il premio AVN per la miglior produzione ad alta definizione del 2004.
La notevole qualità delle produzioni Digital Playground ha permesso alla società di allargare il mercato anche alle donne, riducendo lo scarto tra industria cinematografica e pornografica..
Hanno un contratto esclusivo con Digital Playground Tera Patrick, Jesse Jane, Devon, Stoya, Teagan Presley e Riley Steele. Dal 2015 al 2017 è andato in onda DP Star, una sfida tra attrici per eleggere la migliore stella che si sarebbe aggiudicata un premio in denaro, oltre ad un contratto esclusivo. Vincitrici delle edizioni sono rispettivamente Eva Lovia, Aria Alexander e Adriana Checkik. 

## Riconoscimenti
Lo studio ha vinto oltre 160 premi nei maggiori concorsi del settore tra i quali:
AVN Awards
- 1996 - Best Original CD-ROM Concept[8]
- 2001 - Best DVD Extras per All Star[9]
- 2002 - Best Editing - Video per Island Fever[10]
- 2002 - Top Renting Release Of The Year per Island Fever[11]
- 2006 - Best DVD per Pirates[12]
- 2007 - Best Selling Title Of The Year per Pirates[13]
- 2009 - Top Renting Release Of The Year per Cheersleaders[14]
- 2009 - Best DVD Extras per Pirates II: Stagnetti's Revenge[15]

XBIZ Awards
- 2006 - Studio Of The Year[16]
- 2009 - Movie of the Year per Pirates II: Stagnetti's Revenge[17]

XRCO Award
- 2006 - Best Release per Pirates[18]
- 2008 - Best Release per Babysitters[19]
- 2009 - Best Release per Cheerleaders[20]